# Don DeLillo
Don DeLillo (Bronx, Nova York, 20 de novembre de 1936) és un escriptor estatunidenc conegut fonamentalment per les seues novel·les, que retraten detalladament la vida estatunidenca a finals del segle xx i principis del segle xxi. Actualment resideix a Nova York.

## Biografia
DeLillo és fill d'immigrants italians del poble de Montagano (Campobasso). Va assistir a la Fordham University, obtenint-ne el títol l'any 1958. El seu cognom va ser aparentment adaptat a l'anglès, atès que la forma correcta italiana és "De Lillo." No hi ha elements específics en la seua obra que la connecten a l'herència cultural italiana de l'autor i, a diferència d'altres escriptors com ara Mario Puzo o John Fante, no s'ha fixat especialment en els seus orígens italians (tot i que alguns elements apareixen en la seua novel·la Underworld).
Quan era adolescent, DeLillo no estava interessat en la literatura fins que un estiu va aconseguir un treball com a vigilant d'un aparcament, i en les hores mortes va agafar l'hàbit de llegir. Després de graduar-se a Fordham, va posar-se a treballar en una agència publicitària en no aconseguir treball en cap editorial. Va treballar com a redactor a Ogilvy & Mather en el cantó de la Cinquena Avinguda amb el carrer 48 Est, escrivint anuncis per a Sears Roebuck entre d'altres. "Vaig escriure alguns contes en aquella època, però no gaire sovint. Vaig deixar el treball perquè sí. No el vaig deixar per a dedicar-me a escriure. Només volia deixar de treballar."
La primera novel·la de DeLillo, Americana va sortir l'any 1971, i en va escriure cinc més en la dècada del 1970. A finals dels anys 1970 va iniciar una estada d'uns quants anys a Grècia, on va escriure The Names. Tot i ser lloades per la crítica, les seues novel·les no van tenir massa èxit fins que va publicar White Noise l'any 1985, amb la qual va guanyar el National Book Award. White Noise és significativa pel seu ús de la sàtira acadèmica i els temes postmoderns del consumisme rampant, la saturació mediàtica, el nou intel·lectualisme, les conspiracions ocultes i la promesa d'un renaixement a través de la violència, alguns dels quals han estat desenvolupats en les darreres novel·les de DeLillo.
La crítica ha considerat a DeLillo com una de les figures centrals del postmodernisme literari. Molts escriptors en anglès més joves que DeLillo, com ara Bret Easton Ellis, Jonathan Franzen i David Foster Wallace han reconegut la influència de DeLillo.
El crític literari Harold Bloom el va incloure entre els quatre principals novel·listes nord-americans de l'actualitat, junt amb Thomas Pynchon, Philip Roth i Cormac McCarthy, tot i que també figurava de manera destacada en la declaració de B. R. Myers contra la narrativa nord-americana recent: A Reader's Manifesto. DeLillo va rebre l'any 1999 el Premi Jerusalem. Els seus documents van ser adquirits l'any 2004 pel Centre de Recerca en Humanitats "Harry Ransom" de la Universitat de Texas a Austin.
Al maig de 2006, Underworld va ser la primera classificada pel New York Times entre les obres de narrativa nord-americana més importants dels últims 25 anys. White Noise i Libra també van ser reconegudes. Està previst que el 2016 publique la novel·la Zero K.

## Obres

### Narrativa
- Americana (1971)
- End Zone (1972)
- Great Jones Street (1973)
- Ratner's Star (1976)
- Players (1977)
- Running Dog (1978)
- Amazons (1980) (sota el pseudònim "Cleo Birdwell")
- The Names (1982)
- White Noise (1985) (vegeu també Dylar)
- Libra (1988)
- Mao II (1991)
- Underworld (1997) (vegeu també Pafko at the Wall, la primera secció de Underworld que va ser publicada separadament l'any 2001). Traduïda al català-[4]
- The Body Artist (2001) Traduïda al català.[5]
- Cosmopolis (2003) Traducció al català de Mercè Costa Clos.[6]
- Falling Man (2007) Traduïda al català.[7]
- Point Omega (2010) Traducció al català d'Ainara Munt Ojanguren.[8]
- Zero K (maig 2016).[9]

### Teatre
- The Day Room (estrena 1986)
- Valparaiso (first production 1999)
- Love-Lies-Bleeding (estrena 2006)

Les obres de teatre han estat estrenades per l'American Repertory Theatre a Cambridge, Massachusetts, i a altres llocs. DeLillo també ha publicat assaig i contes.

### Guions
- Aquest cop, sí (Game 6) (2005)

Aquest cop, sí, la història d'un dramaturg (interpretat per Michael Keaton) i la seua obsessió amb els Boston Red Sox i les 1986 World Series, va ser escrita a principis dels anys 90, però no va ser filmada fins a l'any 2005, irònicament un any després que els Red Sox guanyaren el seu primer títol de World Series en 86 anys. Fins avui, aquest és l'únic treball de DeLillo per al cinema.

## Premis i reconeixements
Don DeLillo ha rebut nombrosos premis literàris, entre els de més prestigi cal destacar el National Book Award (1985), el Premi Pulitzer (1992), el PEN/Faulkner de Ficció (1992) i el National Book Awards Medal (2015) per la seva trajectòria literària i la contribució a les lletres americanes.